# Represent (album Fat Joego)
Represent – debiutancki album latynoskiego rapera Fat Joego, w tym czasie znanego jako Fat Joe da Gangsta. Gościnnie pojawiają się Diamond D, Grand Puba, Apache, Kool G Rap, Gismo, Kieth Kieth i King Sun.

## Lista utworów
| Nr | Tytuł                                  | Producent(ci) | Gościnnie                    | Czas |
| -- | -------------------------------------- | ------------- | ---------------------------- | ---- |
| 1  | "A Word to da Wise" (Interlude)        |               |                              | 0:21 |
| 2  | "Livin' Fat"                           | Lord Finesse  |                              | 3:38 |
| 3  | "My Man Ski" (Interlude)               |               |                              | 0:49 |
| 4  | "Bad Bad Man"                          | Diamond D     |                              | 3:50 |
| 5  | "Watch the Sound"                      | Diamond D     | Grand Puba, Diamond D        | 4:22 |
| 6  | "Flow Joe"                             | Diamond D     |                              | 4:17 |
| 7  | "Da Fat Gangsta"                       | Diamond D     |                              | 4:07 |
| 8  | "Shorty Gotta Fat Ass"                 | Diamond D     |                              | 3:18 |
| 9  | "The Shit Is Real"                     | The Beatnuts  |                              | 4:44 |
| 10 | "You Must Be Out of Your Fuckin' Mind" | Diamond D     | Apache, Kool G Rap           | 3:57 |
| 11 | "I Got This in a Smash"                | Showbiz       |                              | 4:11 |
| 12 | "Another Wild Nigga from the Bronx"    | Chilly Dee    | Gismo, Kieth Kieth, King Sun | 5:31 |
| 13 | "Get on Up"                            | Diamond D     |                              | 4:06 |
| 14 | "I'ma Hit That"                        | Showbiz       |                              | 2:24 |

## Sample
- "Livin' Fat"
  - "Changing World" – George Benson
- "Bad Bad Man"
  - "Let Your Hair Down" – Yvonne Fair
- "Watch The Sound"
  - "Lover & A Friend" – Eddie Bo & Inez Cheatham
  - "Ring The Alarm" – Tenor Saw
- "Flow Joe"
  - "Get Out of My Life, Woman" – Lee Dorsey
  - "The Long Wait" – Morton Stevens
- "Da Fat Gangsta"
  - "Pride & Vanity" – Ohio Players
  - "A View from the Underground" – Diamond D
- "Shorty Gotta Fat Ass"
  - "Please Sunrise, Please" – Young-Holt Unlimited
- "The Shit Is Real"
  - "Get Out of My Life, Woman" – Mad Lads
  - "Get Out of My Life, Woman" – Grassella Oliphant
- "You Must Be Out of Your Fuckin' Mind"
  - "He Love Him Madly" – Miles Davis
- "Another Wild Nigger From The Bronx"
  - "Blacks & Blues" – Bobbi Humphrey
- "Get on Up"
  - "Keep On Movin' On" – J.J. Johnson
- "I'm A Hit That"
  - "Hey Wado" – Eddie Harris

## Single
| Informacje o singlu |
| --- |
| "Flow Joe" - Wydany: 22 czerwca 1993 - B-side: "Livin' Fat"                                                                    |
| "Watch the Sound" - Wydany: 22 października 1993 - B-side: "Watch The Sound (The Beatnuts Remix)"                              |
| "The Shit is Real" - Wydany: 22 marca 1994 - B-side: "The Shit Is Real (DJ Slip Remix)", "The Shit Is Real (DJ Premier Remix)" |

## Pozycja na listach
| Lista (1993)                          | Pozycja |
| ------------------------------------- | ------- |
| U.S. Billboard Top Heatseekers        | 12      |
| U.S. Billboard Top R&B/Hip-Hop Albums | 46      |

## Pozycje singli
Flow Joe
| Lista                              | Pozycja |
| ---------------------------------- | ------- |
| Hot Rap Singles                    | 1       |
| Hot Dance Music/Maxi SIngles Sales | 38      |
| Hot R&B/Hip-Hop Singles & Tracks   | 62      |
| Billboard Hot 100                  | 89      |

Watch The Sound
| Lista                              | Pozycja |
| ---------------------------------- | ------- |
| Hot Dance Music/Maxi SIngles Sales | 50      |